# Ptilodactyla lutea
Ptilodactyla lutea is een keversoort uit de familie Ptilodactylidae. De wetenschappelijke naam van de soort is voor het eerst geldig gepubliceerd in 1946 door Pic.